# Paranormal tým
Paranormal tým z.s. je spolek, který si klade za cíl objektivní výzkum paranormálních jevů, rovněž se zabývá tvorbou historických dokumentů a videí. Oficiálně byl založen roku 2014, ale neformálně fungoval od roku 2013. Své oficiální sídlo má v Týnu nad Vltavou.

## Počátky
Za myšlenkou čistě objektivního výzkumu paranormálních jevů stál Ondřej Bezouška. Ten roku 2012 spolupracoval s esoterickou skupinou EPRV777, jež řešila případy strašení a za peníze prováděla odvolávání. Po odchodu z této organizace společně s esoteričkou založil Paranormal tým.
Původním cílem této skupiny bylo hledání důkazů, které by potvrdily existenci posmrtného života a tedy i existenci duchů. V té době byly prováděny výzkumy subjektivního (pocity) i objektivního (přístroje) charakteru. S přibývající zkušeností docházelo k názorovému střetu mezi cíli výzkumu a jejich validitou, protože esoterický výzkum nevedl k praktickému procesu vysvětlení. Po ukončení spolupráce s esoteričkou se Paranormal tým stal objektivně zaměřenou skupinou, která se snaží o potvrzení či vyvrácení paranormálních jevů na zkoumaných lokalitách a o specifikaci paranormálních jevů pomocí objektivních metod výzkumu.
Objektivní výzkumy, kde jsou subjektivní pocity jen doplňkem, provádí tým od června 2014.

## Cíle a metody
Na konci roku 2014 si tato skupina vytyčila sekundární cíl, dokumentární historickou činnost. Pro tyto účely začal od června 2013 fungovat její youtube kanál.
Paranormal tým z.s. zkoumá neziskově. Neprovádí žádná odvolávání ani vymítání duchů. Jeho cílem je mapování a publikace skutečných záznamů paranormální aktivity. Má nízký rozpočet, který mu nedovoluje zkoumat podobně jako zahraniční skupiny TAPS či American Ghost Society. 
Mimo výzkumy paranormálních jevů začali od roku 2015 vydávat i dokumenty čistě historické, jako např. Historie s Karlem Novákem nebo Historické osobnosti.

## Spolupráce a provedené výzkumy
Jednou z forem výzkumů spolku Paranormal tým z.s. je spolupráce s jednotlivci, organizacemi a firmami, které se dané problematice věnují.
V roce 2014 navázal spolek spolupráci s FTV Prima, s níž provedli několik celonočních výzkumů.
 

Od roku 2015 navázal Paranormal tým z.s. spolupráci s TV Kino Svět, která cílí na diváky zaměřené na téma záhad a tajemna. 

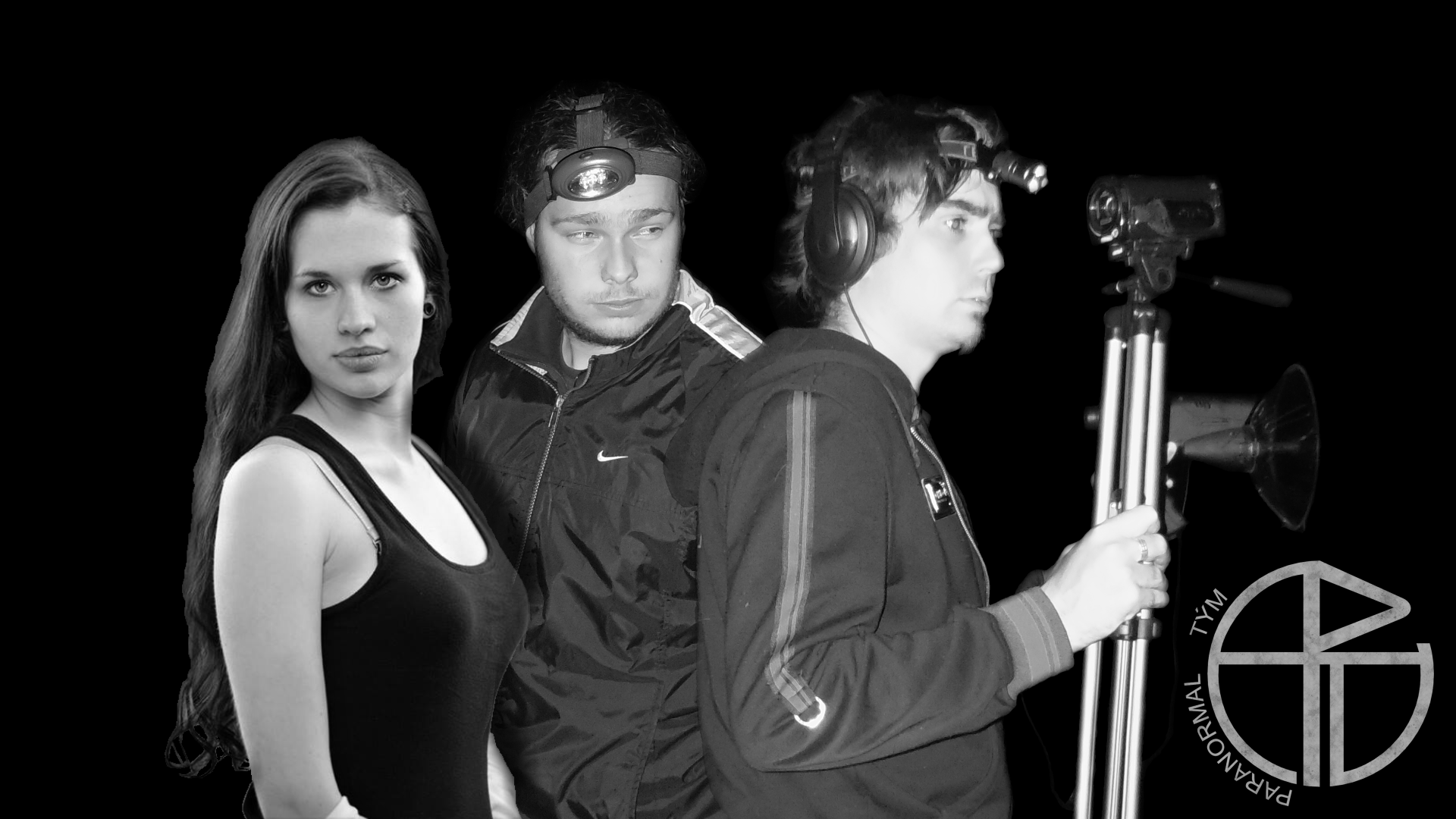
Členové Paranormal týmu z.s. (2015)

### Provedené výzkumy paranormálních jevů
Hřbitov německých válečných zajatců Pacov, židovský hřbitov České Budějovice, statek Christlhof – Pohádka, Tábor – Rybárna, Praha – Kobyliská střelnice, hrad Houska, hrad Landštejn, hřbitov Velhartice, Modlivý důl, zámek Vimperk, les Bor, Prague Fear House v Praze, Josefovské podzemí, Josefovská kasárna, les Boia Baciu v Rumunsku, Cínový důl Rolava, statek Maršovice, Kolontár v Maďarsku, Nový zámek u Lanškrouna, Orty u Českých Budějovic.

## Výzkumy paranormálních jevů v ČR a zahraničí
K roku 2015 bylo možno na internetových vyhledávačích najít desítky skupin, které se touto tematikou zabývaly. Podle článku Jamese Willise v USA Today je inspirovaly televizní reality show, které se této problematice začaly věnovat.
V zahraničí je populární TAPS (The Atlantic Paranormal Society), jíž se věnuje pořad Ghost Hunters, nebo reality série Destination Truth (2007) vysílaná v ČR pod názvem Dobyvatelé ztracené pravdy.
V českém prostředí se výzkumu paranormálních jevů dále zájmově věnují esoterická skupina EPRV777, Společnost pro výzkum paranormálních jevů, VTPJ, Mystery Hunters CZ a další.